# Orthetrum julia
Orthetrum julia, comúnmente conocida como libélula Julia, es una especie de libélula de la familia Libellulidae.

## Distribución y estado
Se encuentra en la mitad sur de África.

## Subespecies
Se reconocen 3 subspecies:
- O. j. capicola
- O. j. falsum
- O. j. julia

## Hábitat
Sus hábitats naturales son los bosques bajos húmedos tropicales o subtropicales, ríos y manantiales de agua dulce.

## Especies similares

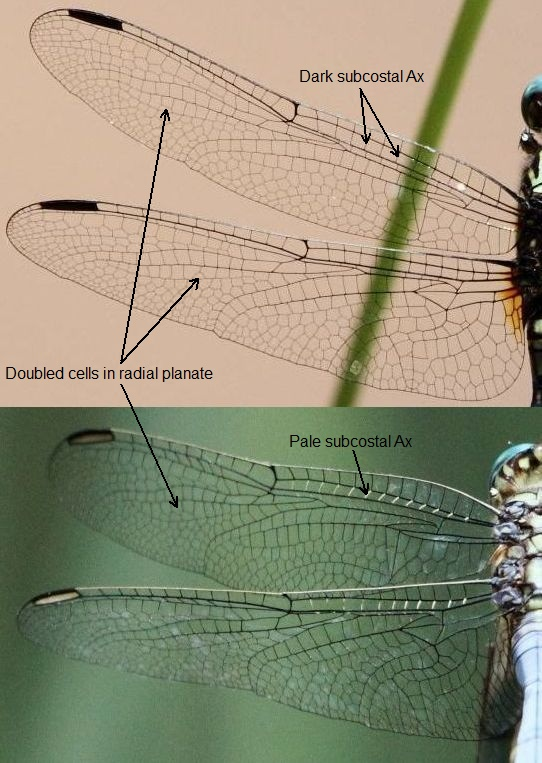
Detalle del ala de O. julia falsum (arriba) y O. stemmale.

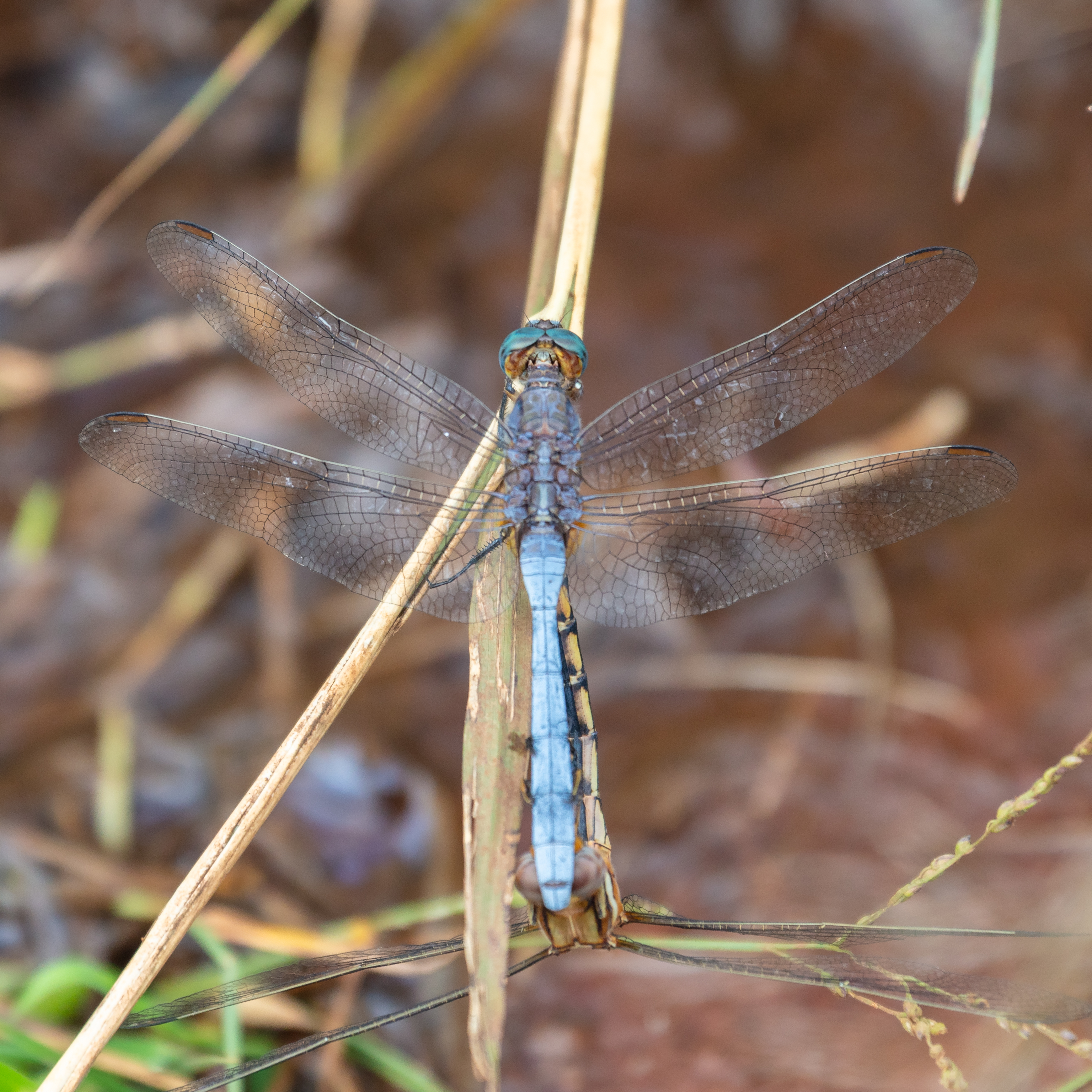
Orthetrum julia en la reserva natural Masái Mara, Kenia.

El macho de Orthetrum parece similar a O. julia falsum en el sudeste de África. Las diferencias importantes están en los detalles del ala que se muestran en la figura (izquierda). O. julia falsum (arriba) tiene un eje subcostal oscuro y tiene una fila de células en el plano radial (generalmente menos de 10 células duplicadas, sumadas sobre los planos radiales de las cuatro alas). Este ejemplo muestra una sola celda duplicada en cada ala. O. stemmale (abajo) tiene un eje subcostal pálido y, por lo general, al menos diez células duplicadas en total en las cuatro alas  - este ejemplo muestra tres células duplicadas en el plano radial del ala anterior. El pterostigma de O. julia falsum es generalmente oscuro, mientras que el de O. stemmale es pálido.